# Cinzia Valt
Cinzia Valt (30 novembre 1960) è un'ex sciatrice alpina e sciatrice d'erba italiana.

## Biografia
Originaria di Falcade e sorella di Wilma, a sua volta sciatrice alpina, Cinzia Valt iniziò la sua carriera nello sci alpino: specialista delle prove tecniche, in Coppa Europa vinse la classifica di slalom speciale nel 1979, mentre in Coppa del Mondo ottenne nella medesima specialità tre piazzamenti: il primo, e migliore, il 9 gennaio 1980 a Berchtesgaden (11ª), l'ultimo il 9 marzo dello stesso anno a Vysoké Tatry (13ª). Non prese parte a rassegne olimpiche né ottenne piazzamenti ai Campionati mondiali.
In seguito si dedicò allo sci d'erba: fu 2ª nella classifica generale di Coppa Europa sia nella stagione 1983-1984, sia nella stagione 1984-1985 e ottenne i risultati più prestigiosi della sua carriera ai Mondiali di Nobeyama 1987, dove vinse la medaglia d'oro sia nel supergigante sia nello slalom gigante.

## Palmarès

### Sci alpino

#### Coppa del Mondo
- Miglior piazzamento in classifica generale: 48ª nel 1980

#### Coppa Europa
- Vincitrice della classifica di slalom speciale nel 1979[4]

#### Campionati italiani
- 4 medaglie[6]:
  - 1 argento (slalom gigante nel 1979)
  - 3 bronzi (slalom speciale nel 1978; slalom speciale nel 1979; slalom gigante nel 1980)

### Sci d'erba

#### Mondiali
- 2 medaglie[5]:
  - 2 ori (supergigante, slalom gigante a Nobeyama 1987)

#### Coppa Europa
- Miglior piazzamento in classifica generale: 2ª nel 1984 e nel 1985[4]